# (352646) Blumbahs
(352646) Blumbahs est un astéroïde de la ceinture principale.

## Description
(352646) Blumbahs est un astéroïde de la ceinture principale. Il fut découvert le 25 juillet 2008 à Baldone par Kazimieras Černis et Ilgmārs Eglītis. Il présente une orbite caractérisée par un demi-grand axe de 2,18 UA, une excentricité de 0,13 et une inclinaison de 7,2° par rapport à l'écliptique.

## Compléments